# Цветана Тодорова
Цветана Христова Тодорова е българска оперна певица (мецосопрано), работила в Русе, България и Германия през втората половина на XX век. Тя е изпълнителка от второто поколение артисти на Русенската държавна опера. Утвърждава се като моцартова певица, но с успех представя и много други автори и стилове.

## Биография
Цветана Тодорова е родена на 16 ноември 1930 година в София, в семейството на Христо Цолов Даскалов, счетоводител, родом от село Лопян и Вита Колева Даскалова, начална учителка от Ловеч. Цветана е най-голямото дете в семейството, следвана от сестра ѝ Севдалина и брат ѝ Красимир. Съпругът на Цветана Тодорова, Тодор Тодоров, е музикален педагог, танцьор и хореограф на Русенската държавна опера. Имат осиновен син, Персиян Петров.
Цветана Тодорова изучава пеене при Веселина Зафирова. След като издържа конкурс за хористка в Русенската опера, през 1953 година започва да пее в хора. Бързо се доказва като артистка с редки певчески данни. След месеци ѝ поверяват ролята на Блонда от „Отвличането от сарая“ на Моцарт. Тази роля Цветана развива под ръководството на диригента Добрин Петков. Следват и други изяви, започва да изпълнява все по-сложни и отговорни солови партии.
Специализира при румънската певица и педагожка Фения Николау, при която учат и други млади русенски солисти.
От началото на кариерата си Цветана Тодорова проявява перфекционизъм и увереност както в музикалното, така и в сценичното си поведение. С успех гастролира в Германия, където много я харесват и ѝ предлагат постоянна работа, но тя избира да остане в България.

## Репертоар
На русенска сцена Цветана Тодорова изпълнява повече от 35 роли от опери и оперети. Амплоато ѝ е широко, от лирични до комични – от Джилда в „Риголето“ от Верди до Деспина в „Така правят всички“ от Моцарт. По-важни сред ролите ѝ са: Мария от „Цар и дърводелец“ от Алберт Лорцинг в немска постановка на диригента Уден Нисен и режисьора Волфганг Губиш; Оскар в „Бал с маски“ – академична постановка на Димитър Узунов, пренесена от Виена, Розина от „Севилският бръснар“, Орест от „Хубавата Елена“.
На сцената Цветана Тодорова често ползва стакато, а тембърът на гласа ѝ е чист, инструментален, дикцията ѝ е отчетлива. Тези качества ѝ помагат да изпълни и една от най-трудните партии от Моцартовия репертоар: Царицата на нощта във „Вълшебната флейта“. Тази роля, достъпна само за някои певици от категорията на високите сопрани, Цветана прави не в Русе, а по време на дебюта си на столична сцена по покана на диригента Добрин Петков; с нея предизвиква възторг у меломаните.
Втората голяма роля на Цветана Тодорова от Моцарт – Сузана от „Сватбата на Фигаро“ (постановка на режисьорката Цветана Андреева-Прохазка от май 1966 г., подготвена музикално от диригента Михаил Лефтеров) е представена на сцената с по-разкрепостен маниер, с повече пластове и внушения.
В „Така правят всички“, един динамичен спектакъл от 1970 година, дело на режисьорката Веселина Манолова и диригента Иван Филев, Цветана Тодорова се въплъщава в ролята на Деспина.
Цветана Тодорова участва в почти всички Моцартови премиери на русенската сцена – в „Сватбата на Фигаро“, „Отвличане от сарая“, „Театралният директор“, „Вълшебната флейта“, „Така правят всички“.
Към оперните ѝ роли могат да се добавят и Норина от „Дон Паскуале“, Джанета от „Любовен еликсир“ на Доницети (последната ѝ роля от 1986 г.), Слънчо и Месечко от „Хензел и Гретел“ на Хумпердинк, Принцесата от „Котаракът с чизми“ на Корнел Трайлеску, Амблистома от „Момчето-великан“ на Тихон Хренников, Елизета от „Тайният брак“ на Чимароза.
Цветана Тодорова се изявява успешно и като оперетна субретка в голям брой спектакли на „Хубавата Елена“, „Царицата на чардаша“, „Мамзел Нитуш“, „Волният вятър“, „Прилепът“, „Кето и Коте“, „Птицепродавецът“, „Веселата вдовица“.
Цветана Тодорова остава в спомените като всестранно надарена, „синтетична артистка“, която умее не само да пее, но и да говори и да танцува добре на сцената, утвърдила се съвсем сама, показваща максимално таланта си.